# Kloster Ferapontow

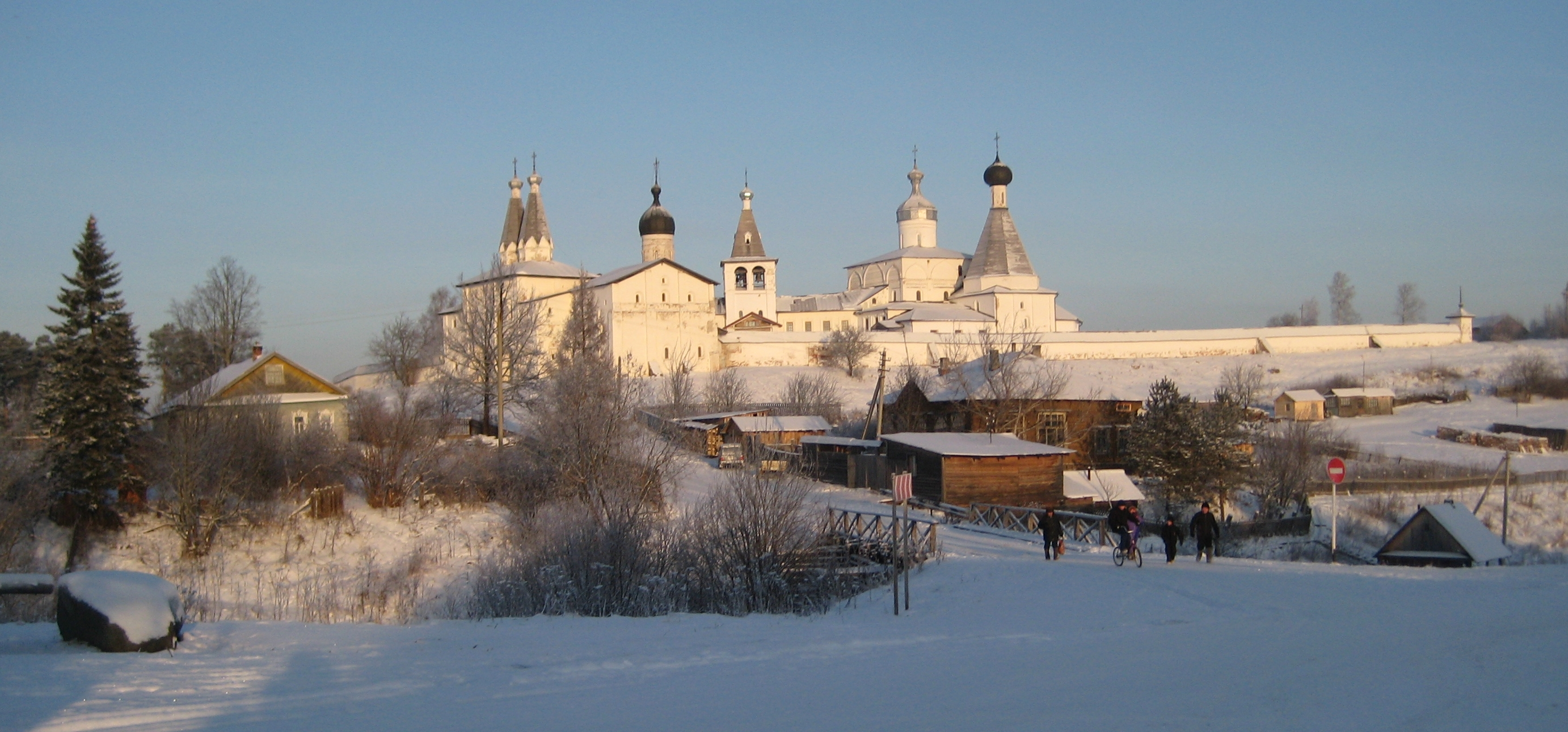
Außenansicht des Klosterensembles

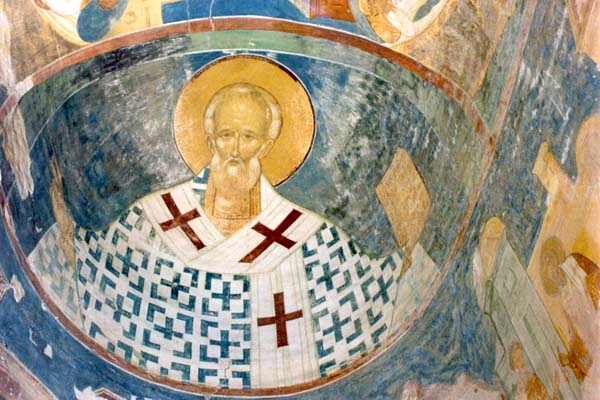
St. Nikolaus, der Schutzheilige der russischen Kaufleute. Fresko von Meister Dionisij aus dem Kloster Ferapontow.

Das Kloster Ferapontow (russisch Ферапонтов монастырь) ist ein Wehrkloster in der russischen Oblast Wologda. Es ist eines der bedeutendsten Beispiele der  russischen Kunst des Mittelalters.  Wegen seiner Wand- und Deckenmalereien, die 1502 von Meister Dionisij geschaffen wurden, fand es 2000 Aufnahme in die Liste des Welterbes der UNESCO.

## Geschichte
Das Kloster wurde 1398 vom Heiligen Ferapont im russischen Norden gegründet. Es befindet sich 20 km nordöstlich von Kirillow und 120 km nordwestlich von Wologda in der Nähe des Kirillo-Beloserski-Klosters, das vom Heiligen Kirill vom Weißen See, einem Gefährten Feraponts, gegründet wurde. Der Heiligen Martinian, ein Schüler Kirills, vergrößerte den Einfluss und die Macht des Klosters. Nach dem Tode Martinians wurde das Ferapontow-Kloster durch die Mitglieder der Familie Iwans III. geschützt und gefördert.
Der erste steinerne Bau des Klosters, die Kathedrale Mariä Geburt (1490), wurde von den Baumeistern aus Rostow aus gebrannten Ziegeln errichtet. Von drei ähnliche Kathedralen, die in den 1490er Jahren im Norden Russlands errichtet wurden, ist dieses Gebäude das am besten Erhaltene. Die Innenwände der Kirche sind mit einem etwa 600 m² großen Freskenzyklus des bedeutenden altrussischen Malers Dionisij bedeckt.
Eine Inschrift des Meisters bezeugt seine Urheberschaft:

„Am 6. August, am Tage der Verklärung Jesu im Sommer 1502 wurde die Ausmalung der Kirche begonnen. Beendet wurde die Arbeit in 2 Jahren am 8. September, am Tage der Geburt der Gottesmutter.“

In den 1530er Jahren wurden das Kammerkollegium, ein Refektorium und die Kathedrale der Mariä Verkündigung mit einem Glockenturm errichtet. Zu dieser Zeit genoss das Kloster eine Reihe Privilegien, die ihm von Iwan dem Schrecklichen verliehen worden waren. Es besaß etwa 60 Dörfer in der näheren Umgebung. Der Zar selbst besuchte das Kloster oft als Pilger.
In der Zeit der Wirren wurde das Ferapontow-Kloster durch die Polen verwüstet. Im Zuge des Wiederaufbaus des Klosters wurden die letzten Gebäude – die zeltförmige Kirche des Heiligen Martinian (1641), zwei Pfortenkirchen (1650), und ein Glockenturm (1680) – dem Komplex hinzugefügt. Die Uhr des Glockenturms besitzt den ältesten Uhrenmechanismus in Russland.
Während das Kloster mit der Zeit seine religiöse Bedeutung verlor, wurde es zu einem Ort des Exils für bedeutende Kleriker wie Patriarch Nikon. Das Kloster wurde 1798 durch den Heiligen Synod geschlossen, 1904 als Nonnenkloster wieder eröffnet, aber schon 1924, diesmal von den sowjetischen Behörden, wieder geschlossen.  1975 wurde es in ein Freskenmuseum umgewandelt. Das Museum ist seit 1991 Teil des Nationalparks „Russischer Norden“ (Русский Север).